# The Colony – Hell Freezes Over
The Colony – Hell Freezes Over (Originaltitel: The Colony) ist ein kanadischer Science-Fiction-Film aus dem Jahr 2013 mit Kevin Zegers, Laurence Fishburne und Bill Paxton in den Hauptrollen. Der Film kam nicht in die deutschen Kinos und wurde ab dem 25. Oktober 2013 auf DVD und Blu-ray vermarktet.

## Handlung
Im Jahr 2045 ist eine Eiszeit ausgebrochen. Aufgrund der globalen Erwärmung wurden gewaltige Türme errichtet, um das Wetter zu beeinflussen und durch eine Abkühlung des Planeten den Klimawandel zu stoppen. Aus unbekannten Gründen kühlten die Maschinen die Erde jedoch zu weit ab, und seitdem hat es nicht aufgehört zu schneien. Die Erde ist nun eine gefrorene Einöde. Die überlebenden Menschen haben sich unterirdisch in sogenannten Kolonien zusammengeschlossen.
Kolonie 7 wird von dem ehemaligen Armee-Captain Briggs angeführt. Überleben können er und seine Leute durch Landwirtschaft unter Kunstlicht und Nutztierhaltung in begrenztem Maße. Durch die beengten Verhältnisse und mangelnde Medikamente sind Krankheiten eine große Gefahr. Durch Grippewellen wurden schon viele Überlebende getötet. Deshalb existiert ein striktes Protokoll: Erkrankte werden zuerst in Quarantäne gesteckt und bekommen ein strikt rationiertes Segment von Medikamenten. Bessert sich ihr Zustand nicht, wird ein Bluttest auf Viren durchgeführt. Ist dieser positiv, werden die Kranken an die Oberfläche gebracht. Dort werden sie vor die Wahl gestellt: Entweder Tod durch Erschießen oder die Verbannung in die tödliche Eiswüste. Gleich zu Beginn der Handlung erschießt Mason, ein ehemaliger Kriegskamerad von Briggs, einen Kranken, obwohl dieser sich für das Laufen, also den Tod durch Verbannung in die Eiswüste, entschlossen hat. Mason geht aber davon aus, dass der Kranke wieder zurückkommen wird und will das Risiko einer Infektion nicht eingehen. Sam, ein anderer Überlebender, ist entsetzt über dieses Verhalten.
Eines Tages empfängt Kolonie 7 einen Hilferuf von Kolonie 5, woraufhin sich Briggs zusammen mit den Bewohnern Sam und Graydon aufmacht, um zu helfen. Nach einer mehrtägigen Reise dort angekommen, scheint alles ausgestorben zu sein, und der Schnee ist blutrot gefärbt. Sie finden einen ängstlich verwirrten Mann vor, der sich eingeschlossen hat. Er zeigt den Ankömmlingen ein aufgezeichnetes Funksignal, wo Menschen zu sehen sind, die eine Wettermaschine wieder zum Laufen gebracht haben und schon milde Sonnenstrahlen spüren. Doch diesen Menschen fehlt Saatgut, ohne das sie nicht überleben können. Briggs, Sam und Graydon setzen ihren Weg fort und untersuchen die Kolonie. Sie begegnen plötzlich wilden Kannibalen: Diese haben die Kolonie überfallen, um die Bewohner zu essen. Graydon wird von einem der Wilden umgebracht, die beiden anderen können entkommen und übernachten in einem nahegelegenen Hubschrauberwrack. Am nächsten Morgen beobachten sie, dass die Wilden sie verfolgen und setzen rasch ihren Weg zur heimatlichen Kolonie fort und gelangen zu einer baufälligen Straßenbrücke. Briggs lässt einige Dynamitstangen detonieren, wodurch Teile der Brücke einstürzen und den Verfolgern den Weg abschneiden. Dabei kommt er selbst ums Leben. Sam schafft es zurück zur Kolonie 7, die mittlerweile von Mason übernommen wurde, der nun seine brutale Herrschaft ausübt. Es wird deutlich, dass die zerstörte Brücke die Wilden nicht aufhalten konnte und sie Sams Spuren gefolgt sind. Nach einem verbitterten  Kampf ziehen sich die Bewohner weiter ins Innere der Station zurück. Mason versucht weiter die Angreifer aufzuhalten, während die anderen zu dem hoffnungsvollen Ort der Funknachricht flüchten wollen. Er schießt dabei auf eine Propangasflasche und führt eine schwere Explosion herbei, die ihn aber auch die meisten der Angreifer tötet. Zwischen Sam und dem Anführer der Kannibalen kommt es noch zu einem harten Zweikampf, den Sam gewinnt. Anschließend machen er und die anderen Leute der Kolonie sich auf den Weg zu dem erhofften warmen Ort – mit einem Sack voller Saatgut.

## Kritik
„Insgesamt ist dies also ein ziemlich durchschnittlicher Actionthriller, […] was am Ende einen erwartungsgemäß ablaufenden Film ergibt, der aber durchaus auch seine Momente hat und trotz seiner zahlreichen Mängel vor allem eines besitzt, und das ist Charme (natürlich der von der eiskalten Sorte).“

## Hintergrund
Der Film wurde auf dem Militärflugplatz Canadian Forces Base North Bay gedreht. Das Budget betrug 16 Millionen US-Dollar. In Deutschland startete er am 25. Oktober 2013 direkt auf DVD.